# 詹天佑故居
詹天佑故居，位于中华人民共和国湖北省武汉市江岸区洞庭街51号，是詹天佑在汉口工作时的住所。该建筑建成于1913年，詹天佑在此居住至1919年去世。此后这座房屋几经转手，最终作为詹天佑故居陈列室对外开放。该房屋为二层西洋式砖混建筑，坐西朝东。2001年，詹天佑故居被公布为全国重点文物保护单位。

## 历史
1912年12月，詹天佑担任汉粤川铁路督办总公所会办，负责川汉铁路和粤汉铁路的建设工作，为此詹天佑在汉口俄租界买下一块地皮以修建住所:130。1913年，詹天佑在汉口的住所正式建成，该住所是詹天佑自行设计建造的:134。房屋建成后，詹天佑全家搬至汉口居住。此后直至1919年因病去世，詹天佑都在这座房子中居住。但由于工作繁忙，詹天佑实际在这座房子中居住的时间并不多:130-131。1920年，詹天佑的妻子携子女离开汉口，这座房屋卖给了一个比利时人:309。1937年秋至1938年10月25日，武汉持续被日军轰炸，该住所成为了救治被炸伤市民的战时急救中心。1949年，中国人民解放军攻克武汉后，政府从比利时人手里赎回了这栋房屋，此后这座房屋拨给湖北省五金矿产进出口公司作为职工宿舍:132。1992年，该房屋得以全面整修:572。1993年，湖北省人民政府收回了这栋房屋，当年4月26日将其作为詹天佑故居陈列室对外开放。1995年，詹天佑故居被列为武汉市青少年爱国主义教育基地。2001年，詹天佑故居被公布为全国重点文物保护单位。

## 结构
詹天佑故居是一栋坐西向东的两层西式砖混结构楼房，平面呈正方形，南北长14.45米，东西长17.48米。一层下方还有半层空间，向外开有通风窗。一楼中间开有一门，门前设有八字形台阶。一楼东南侧为门厅，与之相对的走廊另外一面为詹天佑的书房兼工作室，与门厅相邻的西侧为餐厅。二楼的内走廊两侧各有三间大小不等的房间，室内装有壁炉。二楼东南侧房间为詹天佑卧室。两层在东、南、西三面的外侧环有外廊，其中东立面采用券柱式，南面和西面为廊庑。弧形廊檐，方形廊柱。屋顶为四面坡红瓦屋顶，设有阁楼和老虎窗。:134:132:572